# Rassemblement démocratique dahoméen
Pour les articles homonymes, voir Rassemblement démocratique.
Le Rassemblement démocratique dahoméen (RDD) est un ancien parti politique du Dahomey (aujourd'hui Bénin) dirigé par Hubert Maga, fondé en 1957 et dissous en 1965.

## Historique
Le Rassemblement démocratique dahoméen, créé en août 1957, est issu du mariage entre le Mouvement démocratique dahoméen dirigé par Hubert Maga et le parti de Paul Darboux, les Indépendants du Nord. Cependant, ce dernier quitte le RDD peu après sa création et refonde son ancien parti sous le nom d'Union des indépendants du Dahomey.
Beaucoup de partis politiques dahoméens possèdent un bastion régional très marqué, mais manquent d’appuis dans le reste du pays. Les soutiens du RDD sont basés dans la partie nord du pays, en particulier chez les Bariba. Rapidement, le parti pâtit de rivalités ethniques en interne notamment entre les Bariba et les Dendi.
En 1958, le parti fusionne avec le Parti républicain dahoméen (PRD) dominé par les Yoruba et dirigé par Sourou Migan Apithy pour former le Parti progressiste dahoméen (PPD), qui devient la section locale du Parti du regroupement africain de Léopold Sédar Senghor,. Mais en 1959, le parti se délite à la suite de désaccords entre les différents dirigeants conduisant ces derniers à rebâtir leurs partis sous leurs formes d'origine. Le RDD remporte 22 sièges aux élections législatives de 1959 et, en 1960, il s'unit à nouveau avec le PRD, cette fois sous le nom de Parti dahoméen de l'unité.
Le RDD est brièvement relancé début décembre 1965 sous le nom d'Union nationale dahoméenne (UND) mais le 22 du même mois, le général Christophe Soglo prend le pouvoir par les armes et dissout tous les partis politiques.